# Épisodes de The Player
Cet article présente le guide des épisodes de la série télévisée américaine The Player.

## Généralités
- Aux États-Unis, la saison a été diffusée du 24 septembre 2015 au 19 novembre 2015 sur le réseau NBC.
- En France, la saison a été diffusée du 8 décembre 2016 au 22 décembre 2016 sur TF1.

## Distribution

### Acteurs principaux
- Philip Winchester : Alex Kane
- Charity Wakefield : Cassandra King
- Damon Gupton : Détective Cal Brown
- Wesley Snipes : Mr. Isaiah Johnson

### Acteurs récurrents et invités
- Daisy Betts (VF : Hélène Bizot) : Virginia « Ginny » Lee, l'ex-femme d'Alex Kane (épisodes 1, 2, 4, 5 et 9)
- Nick Wechsler (VF : Stéphane Pouplard) : Nick, petit-ami de Cassandra (épisodes 2, 4, 5 et 8)
- KaDee Strickland : Agent Spécial Rose Nolan (épisode 3, 6, 8 et 9)
- Richard Roundtree : Juge Samuel Letts (épisodes 6 et 7)
- Eric Roberts : Pauly Agostino (épisode 4)
- Will Yun Lee : Liu Zeng (épisode 5)
- Courtney Grosbeck (VF : Lisa Caruso) : Dani, la nièce d'Alex (épisodes 2 et 6)
- Dustin Ybarra : Donovan McDowell, l'ami de Kane (épisodes 2 et 3)
- Catherine Dent : Barbara Lee (épisode 7)
- Christina Vidal : Cecilia Cruz (épisode 7)
- Christopher Heyerdahl : Ivan Mislav (épisode 8)
- Jeff Fahey : Jack Fuller (épisode 9)

## Épisodes

### Épisode 1:Faites vos jeux
- États-Unis : 24 septembre 2015 sur NBC[1]
- France : 8 décembre 2016 sur TF1

- États-Unis : 4,68 millions de téléspectateurs[2] (première diffusion)

- Daisy Betts (Virginia Lee)
- Carlo Rota (Daoud Raqib)
- Isiah Adams (Victor)
- Usman Ally (Hamid)
- Jade Bender (Shada Raqib)
- Dion Mucciacito (Tomas Edribali)
- Nitya Vidyasagar (Medina Raqib)

Alex Kane est garde du corps de personnalités importantes en visite à Las Vegas. Après avoir sauvé la vie à un client et sa famille, il retrouve son ex-femme Virginia dans un bar. Ils renouent leur relation amoureuse mais la jeune femme est assassinée par un inconnu qui voulait tué Alex. Il poursuit l'homme à travers la rue et parvient à le piéger dans une ruelle mais il est "sauvé" in-extremis par une mystérieuse femme qui connaît son nom. Le tueur parvient à prendre la fuite. Arrêté à tort par la police pour le meurtre de Virginia, il s'évade grâce à l'aide de la mystérieuse inconnue. Elle l'amène devant un certain Monsieur Johnson. Le tueur était en fait envoyé pour éliminer celui qui était chargé de la protection de Raqib, l'homme d'affaires sauvé précédemment par Kane. L'organisation de Mr Johnson parie sur les chances de succès des opérations qu'il confie à des inconnus. Les clients pour l'amusement parient des sommes considérables. Malgré tout, Mr Johnson met à contribution les plus importants moyens afin que ses pions réussissent les paris. Après avoir assisté à l'enlèvement de la fille de Raqib, Shada, Johnson propose à Kane de l'aider à retrouver l'adolescente. Kane accepte à contrecœur et jure de revenir se charger de Johnson et révéler au grand jour les agissements de son organisation.

### Épisode 2:Quitte ou double
- États-Unis : 1er octobre 2015 sur NBC
- France : 8 décembre 2016 sur TF1

- États-Unis : 4,58 millions de téléspectateurs[3] (première diffusion)

- Daisy Betts (Virginia Lee)
- Joseph Sikora (Dominic McCall)
- Nick Wechsler (Nick)
- Dustin Ybarra (Donovan McDowell, l'ami de Kane)
- Courtney Grosbeck (Dani)
- José Zuniga (Le secrétaire à la défense)
- Patrick Gorman (Arthur Westlake)
- Phillip Marshal Tyler (Wilkes)

Un nouveau pari commence : retrouver une bande de braqueurs appelé La Section Tueuse qui est à l'origine de plusieurs attaques sanglantes et fait un total de 6 millions de dollars de gains. Cassandra et Monsieur Johnson présente ADA, le super ordinateur de l'organisation à Alex. Les paris jouent contre Kane. Parallèlement, Alex continue l'enquête sur la mort de Virginia. Le lieutenant Brown inquiet pour son ami mène lui aussi son enquête sur l'assassinat de la défunte. Alex retrouve la trace des braqueurs, et principalement leur chef, McCall, un ancien ami de l'armée. Cassandra a perdu la liaison avec Alex malgré le fait qu'elle ait repéré la voiture de la bande. Notre héros est torturé par les braqueurs alors que Johnson fait pression sur le secrétaire à la défense pour éliminer Edribali, l'assassin de Virginia. Mais ce dernier est en fait protégé par le gouvernement dans des affaires louches.

### Épisode 3:Mauvaise pioche
- États-Unis : 8 octobre 2015 sur NBC
- France : 8 décembre 2016 sur TF1

- États-Unis : 4,43 millions de téléspectateurs[4] (première diffusion)

- KaDee Strickland (Agent spécial Rose Nolan)
- MacKenzie Astin (Bob Sturm)
- Adrian Bellani (Suarez)
- Fiona Dourif (Chloe Steel, la compagne de Justin Foucault)
- Sebastian Lobo (Le chef de Cartel)
- Dustin Ybarra (Donovan McDowell, l'ami de Kane)
- Molly Pan (Candace)
- Cody Sullivan (Jake Sturm)

Après avoir demandé à vérifier l'ADN de Virginia dont il doute de la mort, Kane confie à Donovan la puce trouvée chez elle. Alex reçoit une nouvelle mission : arrêter un sniper avant qu'il ne tue à nouveau. Pour ce pari, il est accompagné de Cassandra. Ils se rendent à Los Angeles. Sur les lieux du dernier assassinat du tueur, Alex découvre son identité grâce aux méthodes mais aussi au matériel utilisé : Suarez, un tueur qui travaille pour les cartels de Garza. Brown reçoit un appel de l'agent Nolan qui enquête sur un certain Justin Foucault dans une affaire importante. Brown accepte de l'aider. Il se trouve que Foucault était le prédécesseur de Kane dans l'organisation. Johnson s'introduit chez Kane et persuade Donovan de trafiquer les informations de la puce. Alex a retrouver la trace de la prochaine victime de Suarez : un certain Bob Sturm et son fils Jake. Il semblerait qu'il y a cinq ans, ils ont pris un sac d'argent appartenant au cartel sur le lieu d'un accident de voiture. C'est la raison pour laquelle le tueur les recherchent.

### Épisode 4:Jeu de dames
- États-Unis : 15 octobre 2015 sur NBC
- France : 15 décembre 2016 sur TF1

- États-Unis : 3,99 millions de téléspectateurs[5] (première diffusion)

- Carmine Giovinazzo (Ray)
- Daisy Betts (Virginia Lee)
- Nikki Deloach (Monica)
- Eric Roberts (Pauly Agostino)
- Nick Wechsler (Nick)

Un ancien client d'Alex, Ray qui fait partie de la mafia de Las Vegas, échappe de peu à un attentat après l'explosion de sa voiture à son domicile par un tueur professionnel. Alex, alerté, débarque et aide le lieutenant Brown dans cette affaire. La femme de Ray, Monica, était une amie de Virginia. Avec l'aide de Mr Johnson et des ressources de l'organisation, Kane rend visite au père de Monica, Pauly Agostino, un caïd qui règne en maître dans une prison fédérale. Ce dernier lui confie qu'il n'a jamais aimé son beau fils et qu'il a lancé un assassin à ses trousses. Notre héros découvre qu'en fait le criminel protège sa fille Monica qui a lancé un contrat sur la tête de son mari. Kane parvient à trouver l'identité du tueur et se rend à son domicile mais ce dernier a été torturé et tué : c'est l'œuvre de Ray.

### Épisode 5:L'atout mineur
- États-Unis : 22 octobre 2015 sur NBC
- France : 15 décembre 2016 sur TF1

- États-Unis : 4,15 millions de téléspectateurs[6] (première diffusion)

- Daisy Betts (Virginia Lee)
- Nik Dodani (Solomon Desai)
- Will Yun Lee (Liu Zeng)
- Jonno Roberts (Agent Rehnquist)
- Ramon De Ocampo (Agent Jones)
- Chase Austin (Eddie)
- Chasty Ballesteros (Alexa)
- Molly Leland (Farrah)
- Kenny Leu (Wei)
- Chi Muoi Lo (Paul Cheng)
- John O'Brien (Louis Scrivner)
- Nick Wechsler (Nick)
- Ping Wu (Nuo Han)

Mr Johnson a trouvé une information de première main : la vie d'un jeune hacker, Solomon Sesai, qui a lancé un virus informatique sur les données du Pentagone est mis a pris par des triades chinoises à Seattle. Il rend visite à Liu Zeng, une ancienne connaissance qui est à l'origine de cette affaire et le menace de ne pas intervenir dans cette affaire plus qu'il n'est déjà impliqué. Kane se rend donc à Seattle et parvient à le libérer des agents de la NSA ainsi que des tueurs des triades. Une cavale s'ensuit dans la ville pour essayer de rester en vie. Cassandra, de son côté poursuit son enquête sur Virginia Lee en visionnant les vidéos de surveillance de la morgue et découvre que les corps de la véritable Virginia et celle d'une inconnue qui lui ressemble ont été volontairement échangées.

### Épisode 6:Double face
- États-Unis : 29 octobre 2015 sur NBC
- France : 15 décembre 2016 sur TF1

- États-Unis : 3,87 millions de téléspectateurs[7] (première diffusion)

- KaDee Strickland (Agent Spécial Rose Nolan)
- Patrick Brennan (Gunnar Torvald / Le Norvégien)
- Courtney Grosbeck (Dani)
- Richard Roundtree (Juge Samuel Letts)
- Chet Grissom (Capitaine Moore)
- Molly Leland (Farrah)

Le nouveau pari cette fois est d'arrêter un tueur en série surnommé Le Norvégien qui officie à Halloween. Kane devra l'arrêter avant le 31 octobre à minuit. Il se rend sur les lieux de sa dernière victime : démembrée dans une piscine lors d'une rave party. Brown était un jeune officier de police lorsque les premiers meurtres ont débuté. Alex lui promet qu'il fera l'impossible pour l'arrêter. De retour chez lui, il reçoit la visite de sa nièce, Dani, qui a fait une fugue de chez elle. Alors que son enquête lui prend constamment tout son temps, l'adolescente est arrêter pour vol à l'étalage et enfermée au commissariat.

### Épisode 7:Faites sauter la banque!
- États-Unis : 5 novembre 2015 sur NBC
- France : 22 décembre 2016 sur TF1

- États-Unis : 3,22 millions de téléspectateurs[8] (première diffusion)

- Michael Irby (Javier Cruz)
- Catherine Dent (Barbara Lee)
- Keiana Richard (Jemma Rashard)
- Richard Roundtree (Juge Samuel Letts)
- David Gautreaux (Dorian Webster)
- Christina Vidal (Cecilia Cruz)

Alex reçoit la visite de la mère de Virginia qui a l'intention de vendre la maison de sa fille. Elle veut faire l'affaire au plus vite afin de donner sa part à son beau-fils. Kane parvient à la persuader de patienter et d'en discuter une fois son travail accompli. Une filiale de la US Continent Trust située dans un immeuble de Chicago a explosé. Mr Johnson fait appel à Kane pour le prochain pari : arrêter le poseur de bombes avant les fédéraux. Cassandra continue son enquête sur la disparition de Virginia. Elle retrouve la trace de la jeune femme sur l'image d'une vidéo surveillance. Alex prend l'identité d'un spécialiste des bombes sur le lieu de l'attentat.
Pendant ce temps, Johnson rend visite au Juge Letts. Ce dernier pense que quelqu'un a introduit Kane dans l'organisation pour détruire ses fondations. Il met aussi en doute la loyauté de Cassandra. Apparemment, Johnson cache des secrets sur la famille de la jeune femme. Kane, grâce à Cassandra, trouve la trace d'un certain Beamer qui a vendu des explosifs à des pros de la démolition. Javier Cruz est le principal suspect mais quelque chose ne colle pas : il n'a pas de casier et est père de famille. Kane le croit innocent. Sur les conseils du Juge Letts, Johnson revient dans son ancien quartier. Un enfant lui remet un message : il doit aller voir un certain Teddy Roe. Kane découvre que la banque a saisi la maison de Cruz, un bon mobile pour se venger de ses créanciers. Kane veut le sauver alors que Johnson n'a qu'une intention : arrêter le poseur de bombes pour encaisser le pari. Notre héros retrouve la trace de la famille de Cruz dans un motel.

### Épisode 8:Les dés sont pipés
- États-Unis : 12 novembre 2015 sur NBC
- France : 22 décembre 2016 sur TF1

- États-Unis : 3,44 millions de téléspectateurs[9] (première diffusion)

- KaDee Strickland (Agent spécial Rose Nolan)
- Lombardo Boyar (Carlos Salvado)
- David Castaneda (Listo Salvado)
- Christopher Heyerdahl (Ivan Mislav)
- Joe Holt (Agent Cook)
- Paige Hurd (Imani)
- Keesha Sharp (Maya)
- Nick Wechsler (Nick)

Un camion rempli de drogue a été mis en feu au Nord de Vegas près d'un restaurant. Sur les lieux, un homme, Mislav rit en jouant avec son briquet. Le modus operandi ressemble aux méthodes du gang des Bravos. Cela est dû aux guerres des gangs entre les Pharaons et les Bravos. Le pari : lequel des deux gangs va gagner cette guerre. Kane veut utiliser les moyens de l'organisation pour arrêter cette guerre. Le pari change : Alex Kane peut-il arrêter les gangs. Nolan et Brown continuent en commun leur enquête sur Johnson et son organisation. Alex rend visite à une de ses connaissances, Imani, qui faisait partie des gangs puis va voir un indic, Hector. Mais une fois chez lui, il constate que les Pharaons l'ont enlevé. Le jeune homme se fait passer à tabac.

Brown appelle Alex et l'informe qu'Hector est mort. Les paris montent en flèche. Johnson met en garde Cassandra et son petit-ami qui risque sa vie après la mort de Letts. Kane vient rendre ses hommages au chef des Bravos. Il pense que cette guerre a été provoquée par un tiers. La vendetta est immédiate. Les Bravos attaquent le club des pharaons alors q'uAlex fait sortir Imani. Johnson et Nolan passent une soirée ensemble dans une oasis : le jeu du chat et de la souris est à son paroxysme. Cassandra retrouve la trace de la voiture d'un des Bravos, Listo, dans un hôtel hors de leur territoire. Il a une aventure avec Imani, l'une des Pharaons. Le commanditaire de l'explosion du camion devait donner l'argent pris et le partager avec Listo mais il l'a doublé. ADA trouve les renseignements sur Mislav. Il n'en est pas à son coup d'essai car il avait déjà concocter le même scénario à Miami avec deux gangs rivaux. Alors que Kane, Listo et Imani sortent de l'hôtel, les hommes d'Ivan les mitraillent et blessent gravement Imani.

### Épisode 9:Rien ne va plus...
- États-Unis : 19 novembre 2015 sur NBC
- France : 22 décembre 2016 sur TF1

- États-Unis : 3,41 millions de téléspectateurs[10] (première diffusion)

- KaDee Strickland (Agent spécial Rose Nolan)
- Jeff Fahey (Jack Fuller)
- Daisy Betts (Virginia Lee)
- Jeff Marlow (Aaron Whitley)

La clé de Virginia ouvre un box de rangement à Summerlin, dans le Nevada. Kane et Cassandra s'y rendent et trouvent des affaires personnelles de la jeune femme. De retour chez lui, Alex trouve dans son ascenseur un portable et un livre. Une mystérieuse voix l'informe qu'ils ont un ennemi en commun. Nolan propose un accord à Brown : une alliance pour retrouver la trace de la fameuse blonde à l'image floutée, qui n'est autre que Cassandra. Le nouveau pari : retrouver Jack Fuller, un ancien US Marshall qui a fourni de fausses identités à de nombreux criminels et fugitifs. Il serait aussi impliqué dans la disparition de Virginia. Johnson informe un tiers qu'il a un problème qu'il va devoir régler.

Cassandra parvient à trouver grâce à ADA que quelqu'un a fait faire de faux certificats de naissance dans la ville de Deep River dans l'Utah. Kane suit cette piste et se rend sur place. Il lance un appel à la police de Vegas pour retrouver Eric Cameron, le nom d'emprunt de Fuller. Cassandra se fait enlever par des hommes en costume. Ce sont des agents fédéraux aux ordre de Nolan. Brown est présent et constate que Nolan utilise des méthodes illégales pour parvenir à ses fins. Fuller parvient à semer Kane à l'aéroport pour prendre l'avion. Mais une fois dans l'appareil, c'est Johnson qui l'attend. Pendant ce temps, Brown interroge Cassandra sur la disparition des nombreux anciens agents des services secrets. Nolan informe la prisonnière qu'elle travaille pour une organisation au centre d'activités criminelles. King réussit à semer le doute chez Brown sur les réelles motivations de l'agent spécial. Cassandra réussit à s'enfuir mais il s'agit d'un stratagème pour retrouver Johnson. Brown appelle au téléphone Alex. Mais le policier est attaqué sur la route par un van. Kane part le soutenir dans la fusillade tout en appelant Cassandra à la rescousse. Le policier est blessé. Les deux hommes arrivent aux urgences. Affaibli, Brown le prévient qu'ils vont s'en prendre à Cassandra.

Dernier épisode de la série.